# Paso Real, Cotaxtla
Paso Real är en ort i Mexiko.   Den ligger i kommunen Cotaxtla och delstaten Veracruz, i den sydöstra delen av landet, 290 km öster om huvudstaden Mexico City. Paso Real ligger 45 meter över havet och antalet invånare är 299.
Terrängen runt Paso Real är huvudsakligen platt. Paso Real ligger nere i en dal. Runt Paso Real är det ganska tätbefolkat, med 65 invånare per kvadratkilometer. Närmaste större samhälle är Cotaxtla, 0,41 km sydost om Paso Real. Omgivningarna runt Paso Real är en mosaik av jordbruksmark och naturlig växtlighet.